# John Ely Burchard
John Ely Burchard (* 8. Dezember 1898 in Marshall, Minnesota; † 25. Dezember 1975 in Boston, Massachusetts) war ein US-amerikanischer Architekturkritiker und -historiker sowie Präsident der American Academy of Arts and Sciences.

## Leben
Burchard begann ein Studium am College of Liberal Arts der University of Minnesota, musste dieses aber nach zweieinhalb Jahren unterbrechen, da er im Ersten Weltkrieg zum Army Medical Corps nach Frankreich einberufen wurde. Nach Kriegsende setzte er sein Studium am Massachusetts Institute of Technology (MIT) fort und erwarb dort 1923 den akademischen Grad B.S. und 1925 den Master-Grad. Anschließend war er dreizehn Jahre lang in der Industrie tätig. 1938 kehrte er an das MIT zurück, wo er eine Professur erhielt. Während des Zweiten Weltkrieges war er von 1940 bis 1945 für den National Research Council und das National Defense Research Committee tätig. Er war Vorsitzender der Komitees für wissenschaftliche Informationspolitik und für die Erhaltung natürlicher Ressourcen. Er leitete Missionen in verschiedene Kriegsgebiete. 1948 wurde er von Präsident Harry S. Truman für seine Verdienste während des Krieges mit der Medal for Merit ausgezeichnet.
Er war erster Dekan der 1950 gegründeten School of Humanities and Social Science des MIT und entwickelte in dieser Funktion, die er bis 1969 hatte, deren Profil in Lehre und Forschung. 1950 wurde Burchard zum Mitglied der American Academy of Arts and Sciences gewählt, von 1954 bis 1957 war er deren Präsident. Er ist Autor zahlreicher Publikationen zur Architekturgeschichte und -kritik. Besonders bekannt wurde er mit einer in mehrere Sprachen übersetzten Monographie zur Architekturgeschichte Amerikas (zusammen mit Albert Bush-Brown). 1966 veröffentlichte er ein Buch zur Nachkriegsarchitektur in Deutschland: The Voice of the Phoenix.

## Schriften (Auswahl)
- John Ely Burchard: Prefabricated housing and its marketing problems. In: American Marketing Journal. Band 2, Nr. 3, 1935, S. 150–156.
- John Ely Burchard: The humanities and social sciences in a technological education. In: Journal of General Education. Band 2, Nr. 3, 1948, S. 171–178.
- John Ely Burchard: The meaning of architecture. In: The Review of Politics. Band 20, Nr. 3, 1958, S. 358–372, doi:10.1017/S0034670500033076.
- John Ely Burchard, James Rhyne Killian: Q.E.D.: M.I.T. in World War II. J. Wiley, 1948, S. 354.
- John Burchard, Albert Bush-Brown: The Architecture of America: A Social and Cultural History. Little, Brown, Boston 1961, ISBN 978-0-316-11612-1, S. xii, 595.
- John E. Burchard: The Voice of the Phoenix. Postwar Architecture in Germany. MIT Press, Cambridge, Mass. 1966, ISBN 978-0-262-02016-9, S. 208.